# Campeonato Mundial de Atletismo Sub-20 de 2018 - Salto em distância feminino
A prova do salto em distância feminino do Campeonato Mundial de Atletismo Sub-20 de 2018 ocorreu entre os dias 12 e 13 de julho no Estádio de Tampere em Tampere, na Finlândia. 

## Recordes
Antes desta competição, os recordes mundiais e do campeonato nesta prova eram os seguintes:
|     | Nome            | Nacionalidade     | Distância | Local       | Data                 |
| --- | --------------- | ----------------- | --------- | ----------- | -------------------- |
| WJR | Heike Drechsler | Alemanha Oriental | 7.14 m    | Bratislava  | 4 de junho de 1983   |
| CR  | Fiona May       | Reino Unido       | 6.88 m    | Sudbury     | 30 de agosto de 1988 |
| WJL | Tara Davis      | Estados Unidos    | 6.71 m    | Bloomington | 16 de junho de 2018  |

## Medalhistas
| Ouro                    | Prata            | Bronze           |
| Lea-Jasmin Riecke (GER) | Ayaka Kora (JPN) | Tara Davis (USA) |

## Cronograma
Todos os horários são locais (UTC+2).
| Data        | Hora  | Evento       |
| ----------- | ----- | ------------ |
| 12 de julho | 10:18 | Qualificação |
| 13 de julho | 19:43 | Final        |

## Resultados

### Qualificação
Qualificação: 6,25 m (Q) ou pelo menos melhor 12 qualificado (q) 
| Posição | Grupo | Atleta            | Nacionalidade  | Tentativas | Tentativas | Tentativas | Marca | Notas |
| Posição | Grupo | Atleta            | Nacionalidade  | 1          | 2          | 3          | Marca | Notas |
| ------- | ----- | ----------------- | -------------- | ---------- | ---------- | ---------- | ----- | ----- |
| 1       | B     | Tara Davis        | Estados Unidos | 6.10       | 6.40       |            | 6.40  | Q, CA |
| 2       | A     | Adéla Záhorová    | Chéquia        | 6.33       |            |            | 6.33  | Q,    |
| 3       | A     | Gong Luying       | China          | 6.23       | 6.26       |            | 6.26  | Q,    |
| 4       | A     | Petra Farkas      | Hungria        | 6.16       | 6.08       | 6.21       | 6.21  | q     |
| 5       | B     | Lucy Hadaway      | Grã-Bretanha   | 6.09       | 6.01       | 6.19       | 6.19  | q     |
| 6       | A     | Amanda Hansson    | Suécia         | 5.76       | 6.07       | 6.19       | 6.19  | q     |
| 7       | A     | Ayaka Kora        | Japão          | 6.17       | 5.99       | 6.13       | 6.17  | q     |
| 8       | B     | Du Jiani          | China          | 6.12       | 6.05       | x          | 6.12  | q     |
| 9       | A     | Jasmine Moore     | Estados Unidos | 6.10       | 5.93       | 6.11       | 6.11  | q     |
| 10      | A     | Susana Hernández  | México         | 5.78       | 6.07       | 5.79       | 6.07  | q     |
| 11      | B     | Klaudia Endrész   | Hungria        | 5.86       | 6.02       | 5.85       | 6.02  | q     |
| 12      | B     | Lea-Jasmin Riecke | Alemanha       | 6.01       | 5.99       | 3.77       | 6.01  | q     |
| 13      | B     | Dominika Łykowska | Polónia        | 5.95       | 5.93       | 5.95       | 5.95  |       |
| 14      | A     | Merle Homeier     | Alemanha       | 5.81       | 5.93       | 5.86       | 5.93  |       |
| 15      | B     | Grace Brennan     | Austrália      | 5.62       | 5.93       | 5.84       | 5.93  |       |
| 16      | A     | Holly Mills       | Grã-Bretanha   | x          | x          | 5.92       | 5.92  |       |
| 17      | A     | Ackelia Smith     | Jamaica        | 5.71       | 5.90       | 5.70       | 5.90  |       |
| 18      | B     | Tatiana Aholou    | Canadá         | 5.84       | 5.78       | x          | 5.84  |       |
| 19      | B     | Chiaki Kawazoe    | Japão          | 5.71       | 5.81       | 5.69       | 5.81  |       |
| 20      | B     | Olivia Mäkinen    | Finlândia      | 5.65       | x          | 5.67       | 5.67  |       |
| 21      | B     | Susan Francis     | Jamaica        | x          | x          | 5.47       | 5.47  |       |

### Final
A prova final foi realizada no dia 13 de julho às 19:43. 
| Posição           | Atleta            | Nacionalidade  | Tentativas | Tentativas | Tentativas | Tentativas | Tentativas | Tentativas | Marca | Notas           |
| Posição           | Atleta            | Nacionalidade  | 1          | 2          | 3          | 4          | 5          | 6          | Marca | Notas           |
| ----------------- | ----------------- | -------------- | ---------- | ---------- | ---------- | ---------- | ---------- | ---------- | ----- | --------------- |
| Medalha de ouro   | Lea-Jasmin Riecke | Alemanha       | 6.06       | 6.51       | 6.15       | x          | 6.00       | 6.25       | 6.51  | Recorde pessoal |
| Medalha de prata  | Ayaka Kora        | Japão          | x          | 6.37       | 5.87       | 6.19       | 6.24       | 6.17       | 6.37  |                 |
| Medalha de bronze | Tara Davis        | Estados Unidos | 5.83       | 6.25       | 6.03       | 6.07       | 6.25       | 6.36       | 6.36  |                 |
| 4                 | Gong Luying       | China          | 5.80       | 5.83       | 6.19       | 5.87       | x          | 5.76       | 6.19  |                 |
| 5                 | Petra Farkas      | Hungria        | 6.09       | 6.16       | 6.09       | 6.02       | 6.06       | 6.09       | 6.16  |                 |
| 6                 | Lucy Hadaway      | Grã-Bretanha   | 6.02       | 6.13       | 5.71       | 6.13       | x          | 6.07       | 6.13  |                 |
| 7                 | Klaudia Endrész   | Hungria        | 5.95       | 5.92       | 6.07       | 5.88       | 6.08       | x          | 6.08  |                 |
| 8                 | Amanda Hansson    | Suécia         | x          | 6.03       | 6.00       | 5.79       | x          | x          | 6.03  |                 |
| 9                 | Adéla Záhorová    | Chéquia        | 4.07       | 6.00       | 5.88       |            |            |            | 6.00  |                 |
| 10                | Jasmine Moore     | Estados Unidos | 5.89       | 5.77       | 5.99       |            |            |            | 5.99  |                 |
| 11                | Susana Hernández  | México         | 5.90       | x          | 5.85       |            |            |            | 5.90  |                 |
| 12                | Du Jiani          | China          | 5.74       | x          | 5.80       |            |            |            | 5.80  |                 |

Legenda
| Recorde mundial       | Recorde mundial (World record)               |                       | Recorde africano                      | Recorde africano (African) |                                           | Q | Classificado por posição (Qualified) |
| Recorde do campeonato | Recorde do campeonato (Championship record)  | Recorde da América    | Recorde da América (Americas)         | q                          | Classificado por melhor tempo (Qualified) |   |                                      |
| Melhor marca do ano   | Melhor marca do ano (World leading)          | Recorde asiático      | Recorde asiático (Asian)              | DNS                        | Não largou (Did not start)                |   |                                      |
| Recorde nacional      | Recorde nacional (National record)           | Recorde europeu       | Recorde europeu (European)            | DNF                        | Não terminou (Did not finish)             |   |                                      |
| Recorde pessoal       | Recorde pessoal do atleta (Personal best)    | Recorde da Oceania    | Recorde da Oceania (Oceania)          | DSQ / DQ                   | Desclassificado (Disqualified)            |   |                                      |
| Recorde da temporada  | Recorde da temporada do atleta (Season best) | Recorde sul-americano | Recorde sul-americano (South America) | NM                         | Sem marca (No mark)                       |   |                                      |